# Obična mišjakinja
Obična mišjakinja (poljska mišjakinja, mala mišjakinja, srednja mišjakinja; lat. Stellaria media), godišnja je biljka udomaćena u Europi. Biljka je specifična po tome što u isto vrijeme cvate i ima sjeme. Cvjetovi su maleni i bijele boje. Mlada je biljka jestiva, a korištena je i u narodnoj medicini. Za slabih zima može se naći tijekom cijele godine, inače obično u proljeće i jesen. Na 100 grama suhe tvari sadrži 14,5 g bjelančevina, 2,4 g masti, 63 g ugljikohidrata, 20,5 g vlaknastih tvari i 19,3 g pepela, te 375 mg vitamina C i 30 mg vitamina A.  

## Primjena u narodnoj medicini
Biljka ima ljekovita svojstva i koristi se u narodnoj medicini. Koristi se kao lijek za liječenje svrbežnih stanja kože i plućne bolesti.  Moderni travari je propisuju za anemiju (zbog visokog udjela željeza), kao i za kožne bolesti, bronhitis, reumatske bolove, artritis i bolnu menstruaciju. Nisu sve ove uporabe podržane znanstvenim dokazima.U Japanu Ainu je koriste za liječenje modrica i bolova u kostima. Stabljike se namoče u vruću vodu prije nego što se stave na bolna mjesta.

## Galerija
- Stellaria media
- Stellaria media
- Stellaria media
- Stellaria media, sjeme
- Mišjakinja
- Stellaria media

## Vanjske poveznice
PFAF database Stellaria media  Arhivirana inačica izvorne stranice od 16. lipnja 2012. (Wayback Machine)